# Liste des seigneurs de Roannais
 (mars 2023).
Si vous disposez d'ouvrages ou d'articles de référence ou si vous connaissez des sites web de qualité traitant du thème abordé ici, merci de compléter l'article en donnant les références utiles à sa vérifiabilité et en les liant à la section « Notes et références ».
Le titre de duc de Roannais (on rencontre aussi « Roannez »), pair de France, a été créé en 1566 au profit de Claude Gouffier, l'enregistrement au profit de son père, Artus Gouffier de Boisy, n'a pas pu être fait avant son décès.

## Histoire
En 1372, la baronnie de Roannais est érigée en baronnie-pairie. Celle-ci est confirmée en 1466. En 1515, la pairie s'éteint à l'occasion de la transmission de la baronnie à Artus Gouffier.
En 1519, la baronnie de Roannais, associée aux baronnies de Boisy et de La Mothe-Saint-Romain, est érigée en duché-pairie de Roannais, toutefois les lettres ne sont pas enregistrées ce qui entraine l'extinction de la pairie dans le courant de cette même année. Il faut alors attendre 1566 pour que les baronnies soit définitivement érigés en duché. 
En 1612, le duché-pairie de Roannais est de nouveau érigé à partir des baronnies de Roannais, de Boisy et de La Motte-Saint-Germain, qui entretemps ont été réunies et érigées en marquisat de Boisy. Les lettres de cette nouvelle érection ne sont pas non plus enregistrées, ce qui entraîne une l'extinction de la pairie en 1667.
En 1667, le duché-pairie de Roannais est une troisième fois érigé à partir des mêmes terres que précédemment, les lettres ne sont enregistrées qu'en 1716.

## Liste chronologique des seigneurs de Roannais

### Barons de Roannais

ducs capétiens de Bourbon

1. (1372-1410) : Louis II de Bourbon (1339-1410), 3e duc de Bourbon et pair de France, comte de Clermont-en-Beauvaisis et pair de France, 1er baron de Roannais et pair de France, comte de Château-Chinon, seigneur de Beaujeu et prince de Dombes (seigneur de Mercœur et comte de Forez (1371-1410) par mariage) ;
2. (1410-1434) : Jean Ier de Bourbon (1381-1434), fils du précédent, 4e duc de Bourbon et pair de France, duc d'Auvergne et pair de France, comte de Clermont-en-Beauvaisis et pair de France, Comte de Forez et pair de France, 2e baron de Roannais (1410) et pair de France, comte de Montpensier, seigneur de Beaujeu et prince de Dombes ;
3. (1434-1456) : Charles Ier de Bourbon (1401-1456), fils du précédent, 5e duc de Bourbon et pair de France, duc d'Auvergne et pair de France, etc. 3e baron de Roannais (1434) et pair de France, comte de L'Isle-Jourdain, seigneur de Beaujeu et prince de Dombes ;
4. (1456-1488) : Jean II le Bon de Bourbon (1426-1488), fils du précédent, 6e duc de Bourbon et pair de France, duc d'Auvergne et pair de France, etc. 4e baron de Roannais (1456) et pair de France, comte de L'Isle-Jourdain et de Villars, seigneur de Roussillon et prince de Armoiries modernes des ducs de BourbonDombes, connétable de France ;

Armoiries modernes des ducs de Bourbon

5. (1488) : Charles II de Bourbon (1433-1488), frère du précédent, évêque de Clermont puis archevêque-comte de Lyon et primat des Gaules, cardinal, duc de Bourbon et pair de France, duc d'Auvergne et pair de France, etc. baron de Roannais (1488) et pair de France, renonce volontairement au titre ducal dès son accession en 1488, mais reste décompté numériquement dans la succession des ducs de Bourbon, le mari de la duchesse Suzanne ci-dessous étant le connétable-duc Charles III ;
6. (1488-1503) : Pierre II de Bourbon (1438-1503), frère du précédent, baron de Beaujeu et pair de France, comte de La Marche et pair de France, 7e duc de Bourbon et pair de France, duc d'Auvergne et pair de France, etc. 5e baron de Roannais (1488) et pair de France, comte de Gien, vicomte de Carlat et de Murat, seigneur de Bourbon-Lancy et pair de France, prince de Dombes, régent de France (1483-1491) ;
7. (1503-1515) : Suzanne de Bourbon (1491-1521), fille du précédent, 7e duchesse de Bourbon et pair de France, duchesse d'Auvergne et pair de France, etc. 6e baronne de Roannais (1503) et pair de France, comtesse de Gien, baronne de Beaujeu et pair de France.
8. (1515-1519) : Artus Gouffier (1474-1519), comte d'Étampes et de Caravas, baron de Passavant, de Maulévrier, de Roanne, de La Mothe-Saint-Romain, de Bourg-sur-Charente (avec le château de Garde-Épée à Saint-Brice) et de Saint-Loup, seigneur d'Oiron, de Villedieu, gouverneur du Dauphiné et de Valence, seigneur de Cazamajor ?, Grand maître de France, 7e baron de Roannais (1515).
9. (1519-1566) : Claude Gouffier (vers 1500-1570), fils du précédent, 8e baron de Roannais (1519), marquis de Boisy, comte de Maulévrier et de Caravas, seigneur d'Oiron, grand écuyer de France ;

### Ducs de Roannais

Armes des Gouffier : D'or, à 3 jumelles de sable posées en fasce.

1. (1566-1570) : Claude Gouffier (vers 1500-1570), fils du précédent, 1er duc de Roannais (1566), marquis de Boisy, comte de Maulévrier et de Caravas, seigneur d'Oiron, grand écuyer de France ;
2. (1570-1582) : Gilbert Gouffier (1553-1582), fils du précédent, 2e duc de Roannais (1570), marquis de Boisy, comte de Maulévrier et de Caravas, seigneur d'Oiron ;
3. (1582-1642) : Louis Gouffier (1575-1642), fils du précédent, 3e duc de Roannais (1582) et pair de France (1612 ; nouvelle érection), marquis de Boisy, comte de Maulévrier, de Secondigny et de Beaufort-en-Vallée, baron de Mirebeau, de Gonnord et d'Oiron ;
4. (1642-1667) : Artus III Gouffier (1627-1696), petit-fils du précédent, marquis de Boisy, 4e duc de Roannais et pair de France (1642).

### Ducs de Roannais, dits«de La Feuillade»

Armes de la Famille d'Aubusson : D'or à une croix ancrée de gueules.

1. (1667-1691) : François III d'Aubusson (1631-1691), comte de La Feuillade, puis 5e duc de Roannais et 1er duc « dit de La Feuillade » (1667 : nouvelle érection après donation par son beau-frère le précédent) et pair de France, vicomte d'Aubusson, marquis de Boisy, baron de la Borne et Premier Baron de La Marche, colonel des Gardes-Françaises, maréchal de France ;
2. (1691-1725) : Louis d'Aubusson (1673-1725), fils du précédent, comte de La Feuillade, vicomte d'Aubusson et baron de La Borne, puis 6e duc de Roannais et 2e duc « dit de La Feuillade » (1690 : démission de son père le précédent) et pair de France, baron de Pérusse et seigneur de Felletin, maréchal de France.
3. (1725-1735) : Hubert François d'Aubusson (1707-1735) comte de la Feuillade, issu d'une autre branche familiale, il hérite de Boisy à la suite du testament de Louis d'Aubusson. Il s'agit du 7e et dernier duc du Roannais, les successeurs n'étant plus que seigneurs.